# Феник, Терри
Те́ренс Уи́льям Фе́ник (англ. Terence William Fenwick; род. 17 ноября 1959, Сихэм, Дарем), более известный как Те́рри Фе́ник (англ. Terry Fenwick) — английский футболист, выступавший на позиции защитника, и футбольный тренер.

## Клубная карьера
Родился 17 ноября 1959 года в городе Сигем. Воспитанник футбольной школы клуба «Кристал Пэлас».
Взрослую футбольную карьеру начал в 1976 году в основной команде того же клуба, в которой провёл четыре сезона, приняв участие в 70 матчах чемпионата.
Своей игрой за эту команду привлёк внимание представителей тренерского штаба клуба «Куинз Парк Рейнджерс», к составу которого присоединился в 1980 году. Сыграл за лондонскую команду следующие семь сезонов своей игровой карьеры. Большинство времени, проведённого в составе «Куинз Парк Рейнджерс», был основным игроком защиты команды.
С 1987 по 1993 год, играл в составе клуба «Тоттенхэм Хотспур». На сезон 1990/91 был отдан в аренду в «Лестер Сити».
Завершил профессиональную игровую карьеру в нижнелиговом клубе «Суиндон Таун». Терри пришёл в команду в 1993 году и защищал её цвета до прекращения выступлений на профессиональном уровне в 1995 году.

## Выступления за сборную
В течение 1980—1982 годов привлекался к составу молодёжной сборной. На молодёжном уровне сыграл в 11 матчах. В 1982 году вместе со сборной выиграл чемпионат Европы.
В 1984 году дебютировал в официальных матчах в составе национальной сборной Англии. С 1984 по 1988 годы сыграл за сборную страны 20 матчей.
В составе сборной был участником чемпионата мира 1986 года в Мексике.

## Статистика выступлений за сборную
| Матчи Терри Феника за сборную Англии | Матчи Терри Феника за сборную Англии | Матчи Терри Феника за сборную Англии | Матчи Терри Феника за сборную Англии | Матчи Терри Феника за сборную Англии | Матчи Терри Феника за сборную Англии | Матчи Терри Феника за сборную Англии |
| ------------------------------------ | ------------------------------------ | ------------------------------------ | ------------------------------------ | ------------------------------------ | ------------------------------------ | ------------------------------------ |
| №                                    | Дата                                 | Оппонент                             | Счёт                                 | Мячи                                 | Соревнование                         |                                      |
| 1                                    | 2 мая 1984                           | Уэльс                                | 0 : 1                                | -                                    | Домашний чемпионат                   |                                      |
| 2                                    | 26 мая 1984                          | Шотландия                            | 1 : 1                                | -                                    | Домашний чемпионат                   |                                      |
| 3                                    | 2 июня 1984                          | СССР                                 | 0 : 2                                | -                                    | Товарищеский матч                    |                                      |
| 4                                    | 10 июня 1984                         | Бразилия                             | 2 : 0                                | -                                    | Товарищеский матч                    |                                      |
| 5                                    | 13 июня 1984                         | Уругвай                              | 0 : 2                                | -                                    | Товарищеский матч                    |                                      |
| 6                                    | 17 июня 1984                         | Чили                                 | 0 : 0                                | -                                    | Товарищеский матч                    |                                      |
| 7                                    | 22 мая 1985                          | Финляндия                            | 1 : 1                                | -                                    | Отборочный матч ЧМ 1986              |                                      |
| 8                                    | 25 мая 1985                          | Шотландия                            | 0 : 1                                | -                                    | Товарищеский турнир                  |                                      |
| 9                                    | 9 июня 1985                          | Мексика                              | 0 : 1                                | -                                    | Товарищеский турнир                  |                                      |
| 10                                   | 16 июня 1985                         | США                                  | 5 : 0                                | -                                    | Товарищеский матч                    |                                      |
| 11                                   | 11 сентября 1985                     | Румыния                              | 1 : 1                                | -                                    | Отборочный матч ЧМ 1986              |                                      |
| 12                                   | 16 октября 1985                      | Турция                               | 5 : 0                                | -                                    | Отборочный матч ЧМ 1986              |                                      |
| 13                                   | 13 ноября 1985                       | Северная Ирландия                    | 0 : 0                                | -                                    | Отборочный матч ЧМ 1986              |                                      |
| 14                                   | 29 января 1986                       | Египет                               | 4 : 0                                | -                                    | Товарищеский матч                    |                                      |
| 15                                   | 17 мая 1986                          | Албания                              | 3 : 0                                | -                                    | Товарищеский матч                    |                                      |
| 16                                   | 3 июня 1986                          | Португалия                           | 0 : 1                                | -                                    | ЧМ 1986. Групповая стадия            |                                      |
| 17                                   | 6 июня 1986                          | Марокко                              | 0 : 0                                | -                                    | ЧМ 1986. Групповая стадия            |                                      |
| 18                                   | 11 июня 1986                         | Польша                               | 3 : 0                                | -                                    | ЧМ 1986. Групповая стадия            |                                      |
| 19                                   | 22 июня 1986                         | Аргентина                            | 1 : 2                                | -                                    | ЧМ 1986. 1/4 финала                  |                                      |
| 20                                   | 17 февраля 1988                      | Израиль                              | 0 : 0                                | -                                    | Товарищеский матч                    |                                      |

## Карьера тренера
Начал тренерскую карьеру сразу же по завершении карьеры игрока, в 1995 году, возглавив тренерский штаб клуба «Портсмут».
В 2003 году возглавил «Нортгемптон Таун», однако уже после 7 матчей подал в отставку из-за неудачных результатов.
С 2005 по 2014 год возглавлял тринидадские клубы «Сан-Хуан Джаблоти» и «Сентрал».
В сезоне 2014/15 Терри Феник тренировал бельгийский клуб «Визе» во Втором дивизионе. Под его руководством клуб выбыл в Третий дивизион.
В конце 2019 года стало известно, что Терри Феник возглавил сборную Тринидада и Тобаго. Контракт с ним начнет действовать с января 2020 года. В июне 2021 года англичанин был отправлен в отставку после провала в квалификации на ЧМ-2022 в Катаре. В ней тринидадцы сенсационно не смогли преодолеть первый раунд.